# Selkäkari (ö i Finland, Birkaland, Tammerfors, lat 61,36, long 24,49)
Selkäkari är en ö i Finland. Den ligger i sjön Joutsenselkä och i kommunen Pälkäne i den ekonomiska regionen Tammerfors och landskapet Birkaland, i den södra delen av landet, 130 km norr om huvudstaden Helsingfors. Öns största längd är 10 meter i sydöst-nordvästlig riktning.